# Joseph Bruyère
Joseph Bruyère (Maastricht, 5 ottobre 1948) è un ex ciclista su strada belga, professionista dal 1970 al 1980 e vincitore di due edizioni della Liegi-Bastogne-Liegi, di tre Omloop Het Volk, e di un Giro del Mediterraneo.

## Carriera
Passato professionista nel 1970 con la Faemino-Faema di Eddy Merckx, fu per nove stagioni, fino al 1978, compagno di squadra e gregario del "Cannibale" belga, vestendo le divise di Molteni, Fiat France e C & A. In quegli anni contribuì ai successi di Merckx in quattro Tour de France, tre Giri d'Italia e una Vuelta a España, oltre che in numerose classiche e, con la Nazionale belga, alla vittoria nel campionato mondiale del 1974 a Montréal.
Seppe comunque ottenere alcuni risultati di prestigio: nel 1974 e nel 1975 si aggiudicò la classica Het Volk, nel 1976 e nel 1978 fece quindi sua, in entrambi i casi giungendo all'arrivo in solitaria, la Liegi-Bastogne-Liegi. Al Tour de France, cui partecipò per sei volte, vinse la tappa di Versailles nell'edizione 1972 e vestì per undici giorni la maglia gialla di leader della classifica generale, tre nel 1974 e otto nel 1978; nel 1976 vinse inoltre la semitappa di Arcore al Giro d'Italia.
Si ritirò dall'attività l'8 aprile 1980, appena trentunenne, dopo essersi aggiudicato per la terza volta, il mese precedente, la Het Volk.

## Palmarès
- 1968 (Dilettanti)

4ª tappa Tour de la Province de Namur
- 1969 (Dilettanti)

Flèche Ardennaise
Romsée-Stavelot-Romsée
Seraing-Aachen-Seraing
- 1971

Ronde van Oost-Vlaanderen
- 1972

Flèche Rabecquoise
19ª tappa Tour de France (Auxerre > Versailles)
2ª prova Cronostaffetta
- 1973

3ª prova Cronostaffetta
- 1974

Omloop Het Volk
Prologo Parigi-Nizza (cronocoppie, con Eddy Merckx)
- 1975

Classifica generale Tour Méditerranéen
Omloop Het Volk
1ª tappa Setmana Catalana
- 1976

Druivenkoers
Liegi-Bastogne-Liegi
Prologo Tour de Romandie
22ª tappa, 2ª semitappa, Giro d'Italia (Arcore > Arcore)
- 1977

1ª tappa Setmana Catalana
- 1978

Liegi-Bastogne-Liegi
Tour du Condroz
- 1980

Omloop Het Volk

### Altri successi
- 1970

Meeuwen (criterium)
3ª tappa, 1ª semitappa, Tour de France (Angers, cronosquadre)
Hyon (criterium)
- 1971

Sint-Katelijne-Waver (criterium)
- 1972

3ª tappa, 2ª semitappa, Tour de France (Merlin-Plage, cronosquadre)
Classifica generale Cronostaffetta (con Roger Swerts e Herman Van Springel)
- 1973

Merelbeke (criterium)
Classifica generale Cronostaffetta (con Eddy Merckx e Roger Swerts)
- 1974

6ª tappa, 2ª semitappa, Tour de France (Harelbeke, cronosquadre)
Vielsalm (criterium)
- 1975

Nandrin (criterium)
- 1976

Geraardsbergen (criterium)
- 1977

Premio Miglior Compagno di squadra Tour de France
Welkenraedt (criterium)
- 1978

Ronse (criterium)
Welkenraedt (criterium)
Athus (criterium)

## Piazzamenti

### Grandi Giri
- Giro d'Italia

1972: 53º
1973: 21º
1974: 52º
1976: 26º
- Tour de France

1970: 50º
1971: 60º
1972: 26º
1974: 21º
1977: ritirato (22ª tappa, 2ª semitappa)
1978: 4º
- Vuelta a España

1973: 30º

### Classiche monumento
- Milano-Sanremo

1970: 91º
1971: 5º
1974: 41º
1975: 5º
- Giro delle Fiandre

1971: 72º
- Parigi-Roubaix

1971: 15º
- Liegi-Bastogne-Liegi

1970: 19º
1971: 7º
1973: 18º
1976: vincitore
1977: 10º
1978: vincitore
- Giro di Lombardia

1975: ritirato

### Competizioni mondiali
- Campionati del mondo

Leicester 1970 - In linea: ritirato
Barcellona 1973 - In linea: ritirato
Montréal 1974 - In linea: ritirato
Yvoir 1975 - In linea: ritirato
Ostuni 1976 - In linea: 30º
San Cristóbal 1977 - In linea: ritirato
Nürburgring 1978 - In linea: ritirato